# Alloblackburneus mashunensis
Alloblackburneus mashunensis är en skalbaggsart som beskrevs av Louis Albert Péringuey 1901. Alloblackburneus mashunensis ingår i släktet Alloblackburneus och familjen Aphodiidae. Inga underarter finns listade i Catalogue of Life.